# Referéndum para la aprobación del Estatuto de Núria
El 2 de agosto de 1931 se celebró en Cataluña el referéndum para la aprobación del Estatuto de Autonomía que dotaba a Cataluña de instituciones de autogobierno, en el marco de la Segunda República Española. 
El proyecto de Estatuto fue redactado en 1931 en la población de Nuria (por lo que recibió el nombre de "Estatuto de Nuria") por una comisión de 44 diputados elegidos de forma indirecta, 25 de los cuales pertenecían a Esquerra Republicana de Catalunya. 
El "Estatuto de Núria" debía ser ratificado por los catalanes antes de ser enviado a las cortes españolas para su aprobación definitiva. Por ello, el 2 de agosto se celebró el referéndum. 
Pudieron votar los hombres mayores de 25 años, y el proyecto de Estatuto fue aprobado de forma ampliamente mayoritaria. Con una participación del 75 por ciento del electorado, los votos afirmativos superaron el 99 por ciento.
Además, se recogieron más de 400.000 firmas de mujeres en apoyo del proyecto estatutario.

## Enlaces relacionados
- Estatuto de autonomía de Cataluña de 1932

- Datos: Q5802114